# 小川あつし
小川 あつし（おがわ あつし、1960年6月25日 - ）は日本の俳優、CMタレントである。2005年までは小川圧司名義で活動していた。
茨城県出身。1992年から1995年まで劇団ラッパ屋に所属しており、のちに株式会社ミーアンドハーコーポレーションへ移籍した。身長178cm、体重85kg。
特技は英会話と奄美三味線。
制服の似合う俳優として、ドラマでは裁判官、医師、刑事、大学教授などの役を演じることが多い。

## 出演

### 映画
- 凶悪（2013年） - 弁護士役
- Fukushima 50 (映画)(2020年) - 東京電力本社本部長付

### テレビドラマ
- フジテレビ『明日の光をつかめ2』(2011年) - 刑事
- テレビ朝日『相棒 season10』(2011年) - 検視官
- テレビ朝日『相棒 season 19』第16話「人生ゲーム」(2021年) - 朝倉塾長
- フジテレビ『リーガル・ハイ』（2013年 - ） - 田中滋（民事裁判長）
- 日本テレビ『雲の階段』 - 裁判長
- テレビ朝日『緊急取調室』（2014年） - 田上利一
- NHK連続テレビ小説『まれ』(2015年) - 鶴巻の上司
- フジテレビ『デート〜恋とはどんなものかしら〜』（2015年） - 藤本武志
- フジテレビ『フラジャイル』（2016年） - 原田健
- 日本テレビ『ヒガンバナ〜警視庁捜査七課〜』 - 船長
- テレビ朝日『相棒 season15』 第3話「人生のお会計」（2016年） -森下幸彦医師
- NHK大河ドラマ『青天を衝け』（2021年）

ほか

### CM
- ソニー・コンピュータエンタテインメント PS2太鼓の達人
- 西友「冬ギフ党」
- 花王 ピュオーラタブレット
- 宝酒造 焼酎ハイボール、宝焼酎ゴールデン
- 大塚製薬 ネイチャーメイドスーパーフィッシュオイル「焼き魚定食?」篇
- NTTドコモ 密着5Gエリアプランナー札幌駅前編

ほか

### 舞台
- 廃墟(2011年）黒澤世莉演出
- 下谷万年町物語(2012年） 唐十郎作、蜷川幸雄演出